# Hôtel de Marbeuf
L’hôtel de Marbeuf ou hôtel de Caradeuc est un hôtel particulier situé à l’est du quartier Centre de Rennes au numéro 1 de la rue du Général-Maurice-Guillaudot.

## Histoire
Il a été construit entre 1640 et 1650 à l’extérieur des remparts de la ville.

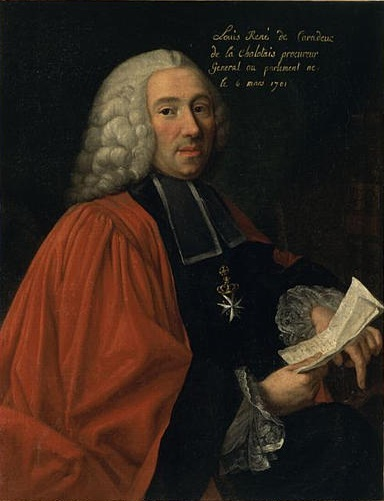
Louis-René Caradeuc de La Chalotais

Il appartient pendant près d'un siècle aux Marbeuf, grande famille comptant plusieurs parlementaires, pour être acquis en 1764 par Louis-René Caradeuc de La Chalotais, alors procureur général du Parlement de Bretagne. C'est dans cet hôtel que ce dernier est arrêté en
1765 lors de l'affaire d'État qui l'oppose au duc d'Aiguillon, et qu'il décède en 1785. L'édifice conserve, malgré les diverses
affectations dont il a été l'objet au fil du temps, un bel ensemble de boiseries des 17e et 18e siècles.
Pendant l'Occupation de 1940 à 1944, l'hôtel a été occupé par le Bureau de la Gestapo.
La totalité du logis est inscrit aux monuments historiques depuis le 11 mai 2009.

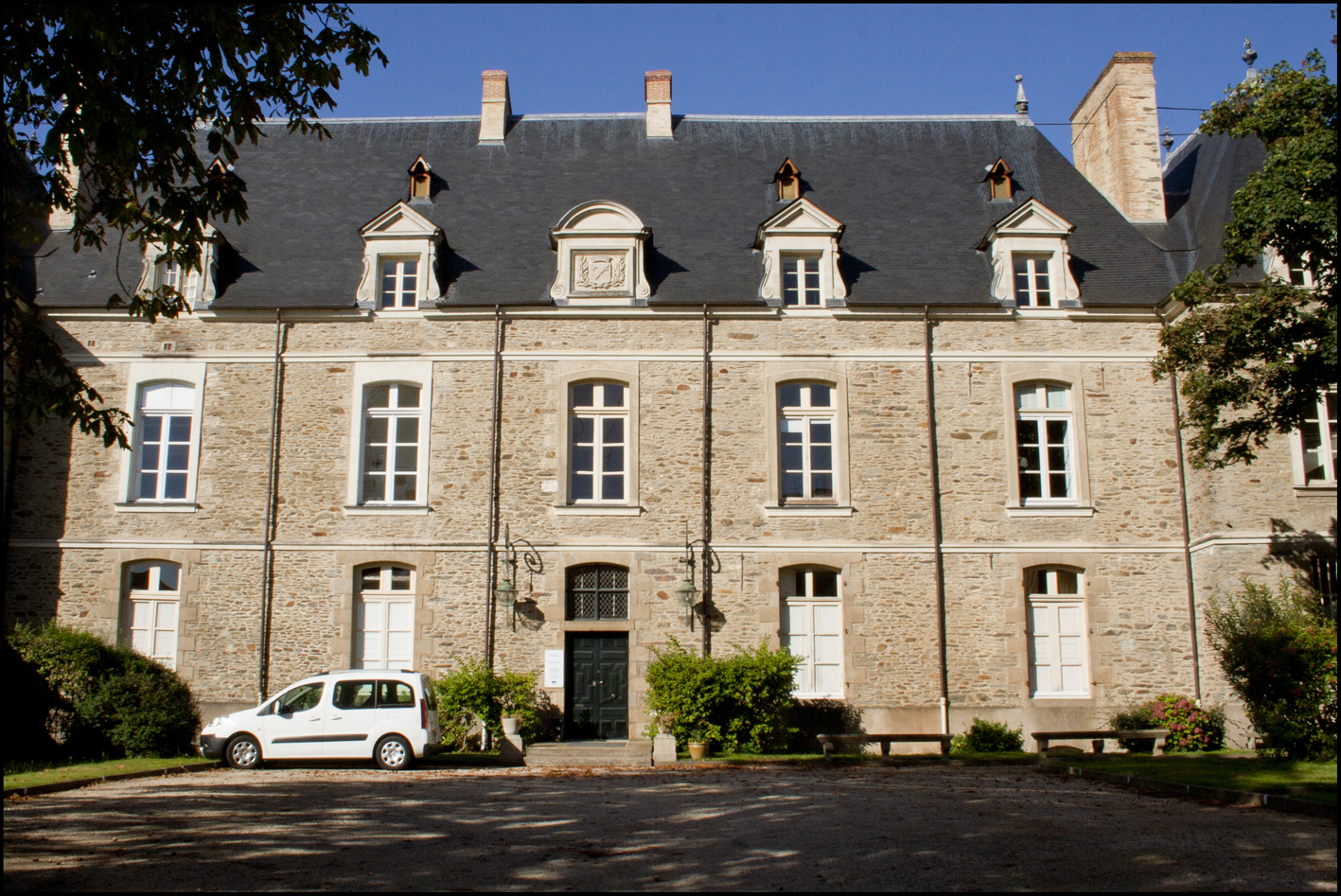
Façade de l’hôtel.
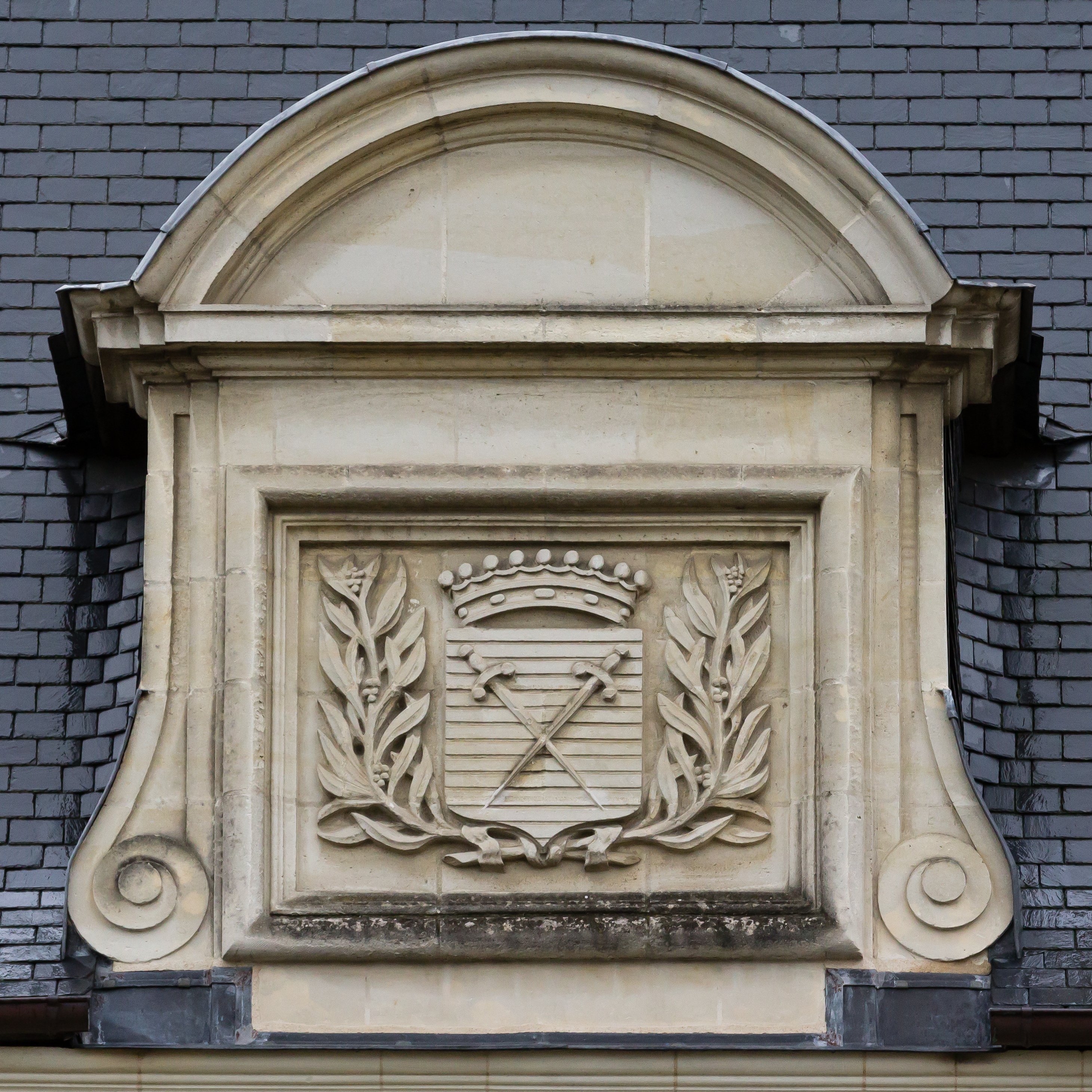
Armes de la famille de Marbeuf sur le fronton de l’hôtel.
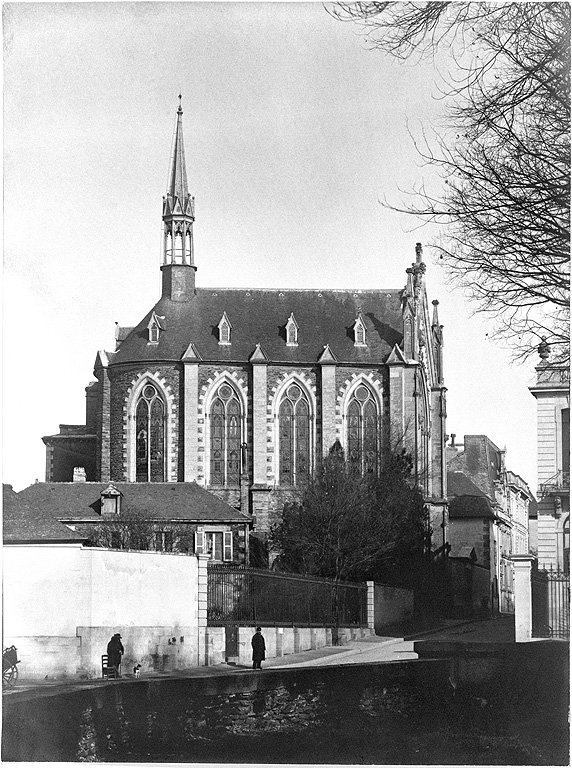
Chapelle des Missionnaires avec la grille et une dépendance de l’hôtel au premier-plan